# Rápóti Pap Mihály (lelkész)
Idősebb Rápóti Pap Mihály, Papp Mihály (Érdengeleg, 1627. május 30. – Debrecen, 1692 után) református prédikátor.

## Élete
Rápóti Papp János református lelkész és Bakó Erzsébet fia. Érendréden kezdte tanulását, majd 1635-ben Tasnádra ment iskolába, ahol egyik tanítója Tolnai István volt; azután két évig atyja házánál betegeskedett. 1639-ben Debrecenbe küldte atyja a kollégiumba, ahol akkor Ujfalusi Tamás volt a mestere; innét 1643-ban Szatmárnémetiben folytatta tanulását; júliusban lett öreg diák, amikor Görgei János volt a mestere. 1644. szeptember 14-én Debrecenben a felső osztályba lépett Nagyari Benedek tanító alatt. Itt nyilvánosan vitatkozott ezen tétel fölött: An anima sit tota in toto corpore? 1645-ben Hencius Dánieltől tanulta a retorikát, 1646-ban pedig Szoboszlai Miklóstól a logikát és 1647-ben Tölczehi Jánostól a teológiát. 1647. május 15-én Nagykállóba ment iskolamesternek. 1650-ben nagycsütörtökön Nagyhalászba (Szabolcs megye) hívták meg prédikátorságra. Jövedelme volt: «Minden jobbágj ember ágjtól den. 75, ha penigh udvari szolga, fél bért. 25 köböl gabonát, minden házas ember egj egj szekér fát, egj egj baglya szénát, egj vén disznót, az három vásárból három köböl gabona, keresztelésért tyuk, kenyér, halottól flor. 1, eskütőtől egj kendő.» 1650. szeptember 5-én Halászban ordináltatott papnak. Feleségül vette Nagykállóból Nagy Lőrinc árva leányát, Katát.
1655. május 29-én Tarcalra ment papnak; itt egyéb jövedelmen kívül két darab szőlőt is kapott. Azon év őszén dühöngő pestisben gyermekeit is eltemette. Hivatala tarthatatlan lévén, 1657 áprilisában Ibrányba (Szabolcs megye) és 1658. április 17-én Bodrogkeresztúrra, 1660. április 27-én pedig Tiszadobra ment papnak. Itt a német hadak miatt, «kik nem oltalmunkra hanem prédálásunkra szállottanak vala Rakamazhoz», 1661. augusztus 18-án Dobnak Ludas szigetébe menekült és csak 27-én, amikor már éhenhalás fenyegette, költözött haza; 1662. április 19-én ismét menekülnie kellett a dobi kis erdőbe «az németeknek istentelen kóborlások előtt; kik ha valakit megfoghattak, vertek, tagoltak, megh fosztottak, megh öltek, ha buzás vermet, avagy valami eltett jószágot avagy valamely helyben lappangó marhát nem mutathatott. Ez futásból megh jöttünk 9 may supranotati anni.» Ötödik futása volt 1662. október 30-tól november 3-ig; hatodik 1663. február 12-én Kesznyétenbe; «ez is a németek kóborlása miatt, mert 10. Febr. reánk ütvén ellenségesképpen szekerekkel, dobbal, síppal, az úr Isten megh szégyeníté őket, mert erős csatájok lett és kétszeri öszve menetelnek az körébe, holott egynehányan megh sebesedvén az dobiak, hárman pedigh megh is halván, az németekben 7 halt megh, sok penigh ló és németh nem tudjuk mennyi, de az csata után is nem kevesen haltanak megh, ezért fenyegetvén az quartélyos kóborló némethek futottunk vala el, de 19 ejusdem ismégh haza szálottunk.»
1663. március 28-án Hajdúnánásra ment papnak; innét is török, tatár elől több ízben futni kényszerült. 1667. május 27-én Eszlárra, 1669. május 1-jén Szentmihályra, 1670. március 11-én Újvárosra, 1672. március 27-én ismét Tiszadobra, 1674. április 20-án Rácböszörménybe, 1677. április 11-én Hatházra költözött szintén lelkésznek. A kurucoktól szenvedett üldöztetését így írja le: «Mert éjjel nappal fenyegettek a kuruczok, hogy fel égetnek, fegyverre hánynak és elpusztítanak, mely be is telék, mert 1677. 3. Decem. Téghláshoz szállának feles magokkal és Hatházt elfoglalák, azután 5. Dec. Böszörmény alá menének és az egész város 6. Dec. elfuta. Azért hogy mondák, a Németh hadak most költöznek Tokajnál által: én is szegény feleségemmel, gyermekimmel Téghlásra futék annyi jószágommal, kit a hátamon elvihettem ... mert megh hallván a Kuruczok, hogy elfutottunk, Hathházi Gergely nevű Hadnagyot katonáival által küldötték, kik étszaka házakat, kuriákat, templom keritését és a mihez tértek, megh égeték és az én javaim így el vesztenek.» Ezért kénytelen volt december 13-án debreczeni házába költözni. Papnak ment 1678 március 23-án Földesre, 1684. március 30-án Bajomba, ahol 1679-ben pestis pusztított, mely évben öccsét, Kata lányát és János fiát temette el; 1680-81-ben a kurucok marháját, gabonáját elvitték. 1689. május 25-én Nádudvarra ment papnak, majd onnan 1692-ben fiához költözött Debrecenbe, itt halt meg ismeretlen időpontban.
Naplót hagyott hátra, mely a hajdúnánási református egyház levéltárának becses ereklyéje, melyben nemcsak viszontagságos életét írja le részletesen, hanem több egykorú iskolai és egyházi személyekről is szól és kulturtörténeti följegyzéseket közöl. Bő kivonatát hozta a Sárospataki Füzetek 1858-1859. évfolyama Nánási emlékirat címmel.
Nevét Rápótinak is írta.